# Château de Murs
Le château de Murs est situé sur les hauteur de la commune de Murs, sur les contreforts des Monts de Vaucluse. Sa construction s'échelonne entre le XIIe et le XVIIIe siècle.

## Histoire
Les vestiges les plus anciens du château de Murs datent du XIIe siècle et furent construits par la famille d’Agoult, seigneurs de la terre de Sault depuis 1004. Il s’agit alors moins d’un château qu’une caserne fortifiée servant à abriter les soldats et le ‘’bayle’’ représentant le seigneur en son absence. Seuls des remparts et une tour subsistent de cette construction, dans la partie ouest du château actuel.
À la même époque, et alors que des maisons commencent à se construire sur les pentes de Franqueau, l’église du village est construite dans les dépendances du château. De dimensions modestes (nef de 16 m × 4,50 m), elle tenait lieu à la fois de chapelle seigneuriale et d’église.
Des travaux de restauration ont montré qu’elle était alors entourée d’un cloître.
La vieille maison dite Maison Crillon fut bâtie au XIIIe siècle. Il s’agit alors du logis seigneurial où réside le seigneur lorsqu’il est de passage à Murs.
Le 24 septembre 1462, les terres de Murs sont cédées par les Agoult aux Astouaud. Ceux-ci s’attacheront alors à embellir le château. Entre le XVe et le XVIe siècle, la partie centrale du château est construite, et notamment le donjon avec sa chapelle gothique et sa salle de justice. Une maison de style renaissance aujourd’hui écroulée est construite à côté de la maison Crillon qui est restaurée. Ce ‘’logis seigneurial’’, situé hors de l’enceinte du château, accueillait les hôtes et parents du seigneur. C’est ainsi que naquit Crillon en 1543, alors que sa mère, Jeanne de Grillet épouse de Berton, belle sœur du seigneur de Murs, était de passage au château.
Au XVIIIe siècle, Jean-Baptiste François d’Astouaud, marquis de Murs aménage la partie sud du château avec des jardins, des pavillons et une grille monumentale en fer forgée. Cette dernière s’orne des armoiries des marquis de Murs : deux écus ovales, à gauche celui des Astouaud, à droite celui des Castagnères auxquels les Astouaud s’étaient alliés en 1713. Surmontant cela, la devise de la maison de Murs : Foy Aquila
À la fin du XVIIIe siècle, les Astouaud délaissent le château et ne quittent plus que rarement leur hôtel particulier de Carpentras. À la Révolution, la bâtisse subit des pillages et est laissée à l’abandon.
Il faut attendre le milieu du XIXe siècle pour que deux frères, Maximilien et Bruno Vayson, descendants d’une vieille famille mursoise, devenus copropriétaires du château, entament sa restauration. L’édifice est dans un tel état de délabrement qu’il faut plusieurs décennies et plusieurs générations de Vayson pour le remettre en état. À la fin du XIXe siècle, Paul Vayson décrit ainsi le château :

« L’étrange castel, aux fenêtres gothiques bardées de fer, avec son vieux puits surmonté aussi d’un motif de ferronnerie, et où venait s’abreuver les bestiaux qui disparaissaient ensuite sous des portes à ogives n’était pas sans poésie… Mais durant les années d’abandon toutes les intempéries, toutes les plantes parasites firent leur œuvre : le lierre ouvrit des brèches à la pluie et au Mistral ; des tours crénelées s’élevèrent des arbustes contorsionnés. Par les volets disloqués et le vide des carreaux manquants, les hirondelles élurent domicile sur les corniches, contre les grandes cheminées de pierre sculptées, le long des poutres peintes qui formaient les caissons des plafonds. »

Malgré les travaux de restauration, l’artiste qu’était Paul Vayson n’en conserva pas moins une part de poésie en conservant les nids sur la corniche de sa chambre et en peignant des vols d’hirondelles au plafond.
Il faudra attendre le milieu du XXe siècle pour que le château soit complètement restauré et ne devienne le bâtiment que l’on connaît aujourd’hui.
Le château et ses dépendances furent ensuite transmis à André Vayson de Pradenne, comme celui de Javon. À l'époque, l'on disait qu'il pouvait aller de l'un à l'autre sans quitter ses terres.
Le château étant privé, il ne se visite pas.

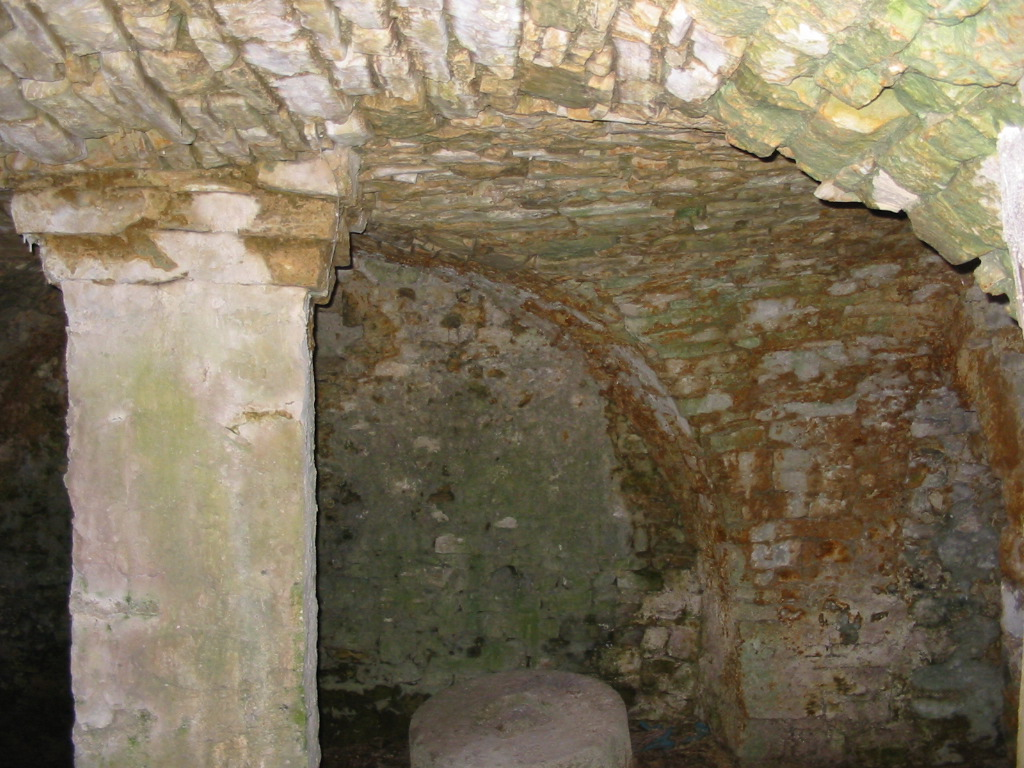
Salle voutée dans la plus ancienne partie du château (XIIe siècle).
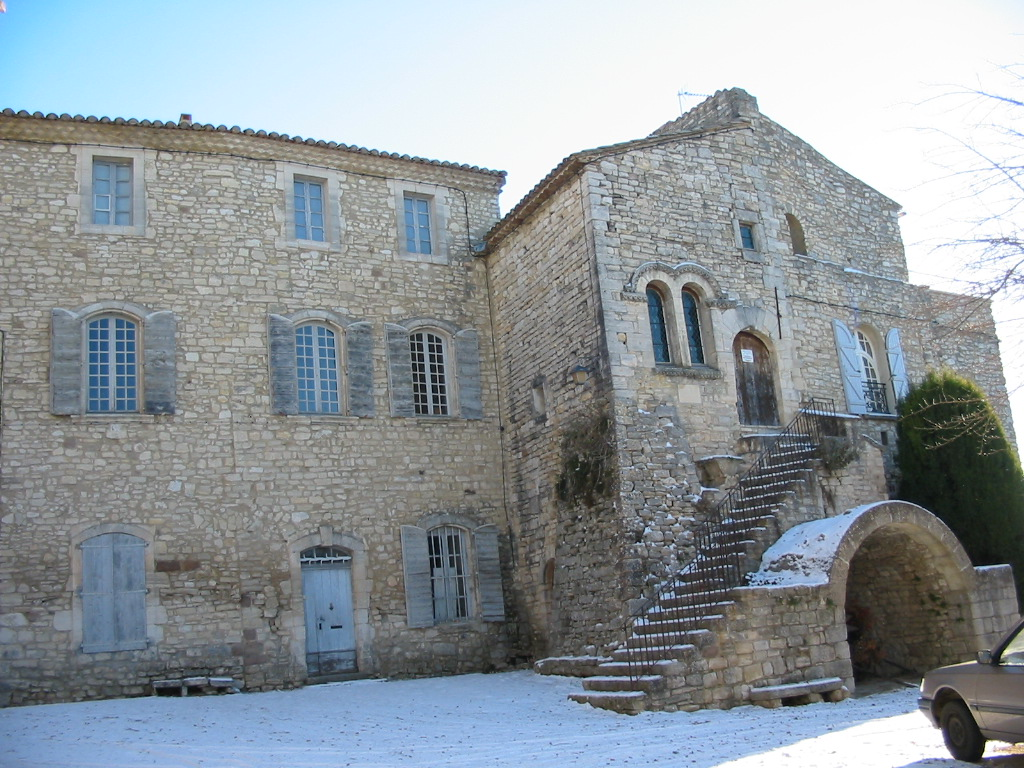
Maison natale de Crillon (XIIIe siècle), sur la place de l'église.
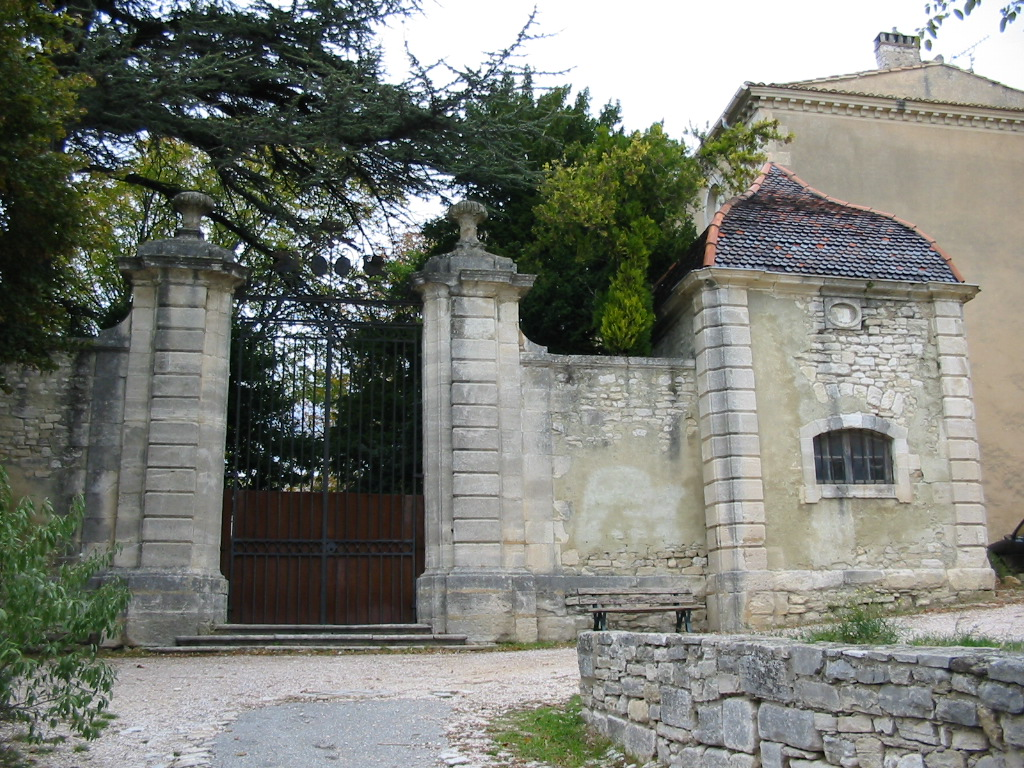
La grille sud du château s'ouvre sur la place de l'église.
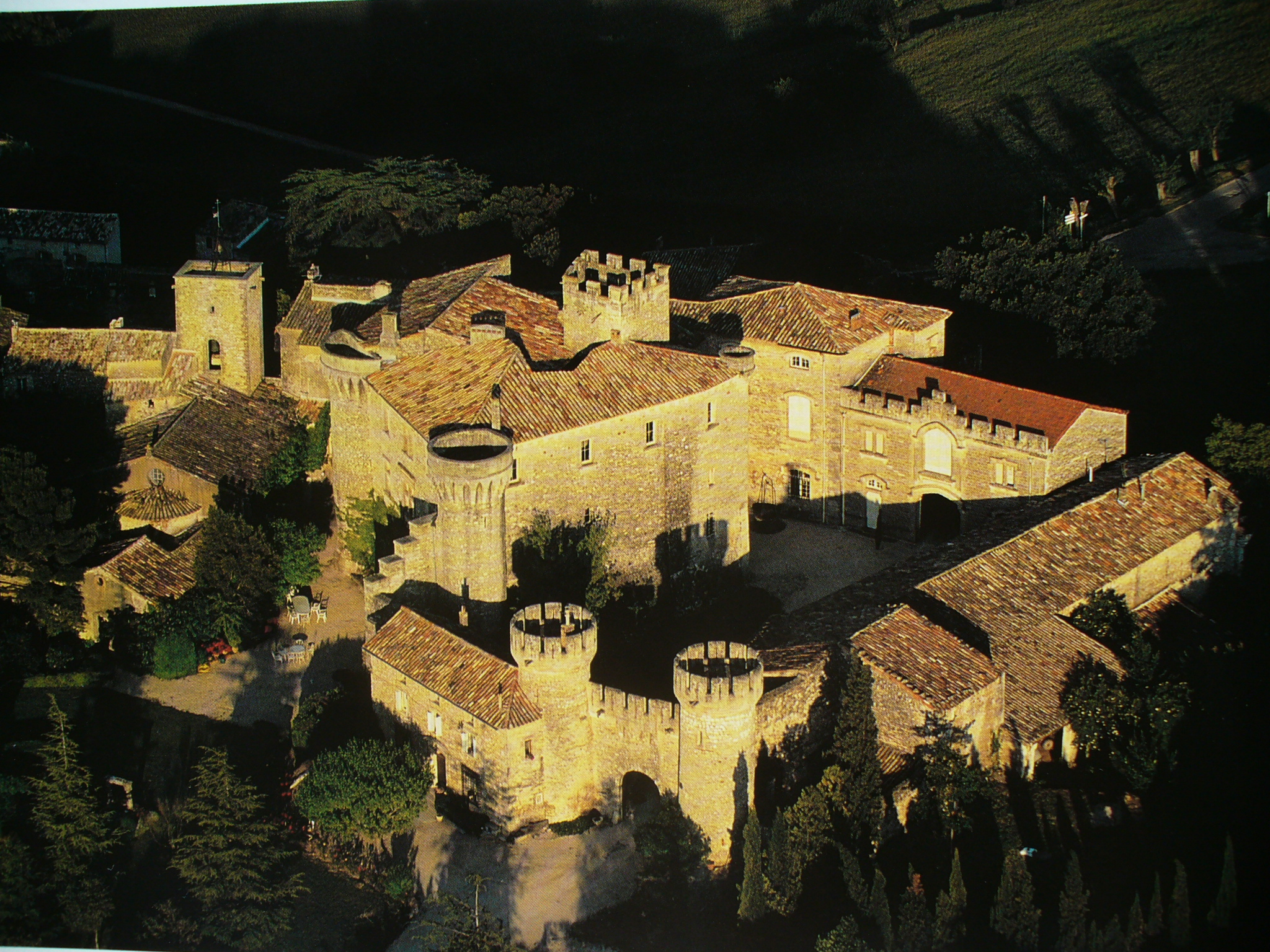
Le château de Murs aujourd'hui.

## Éléments d'architecture

### XIIesiècle

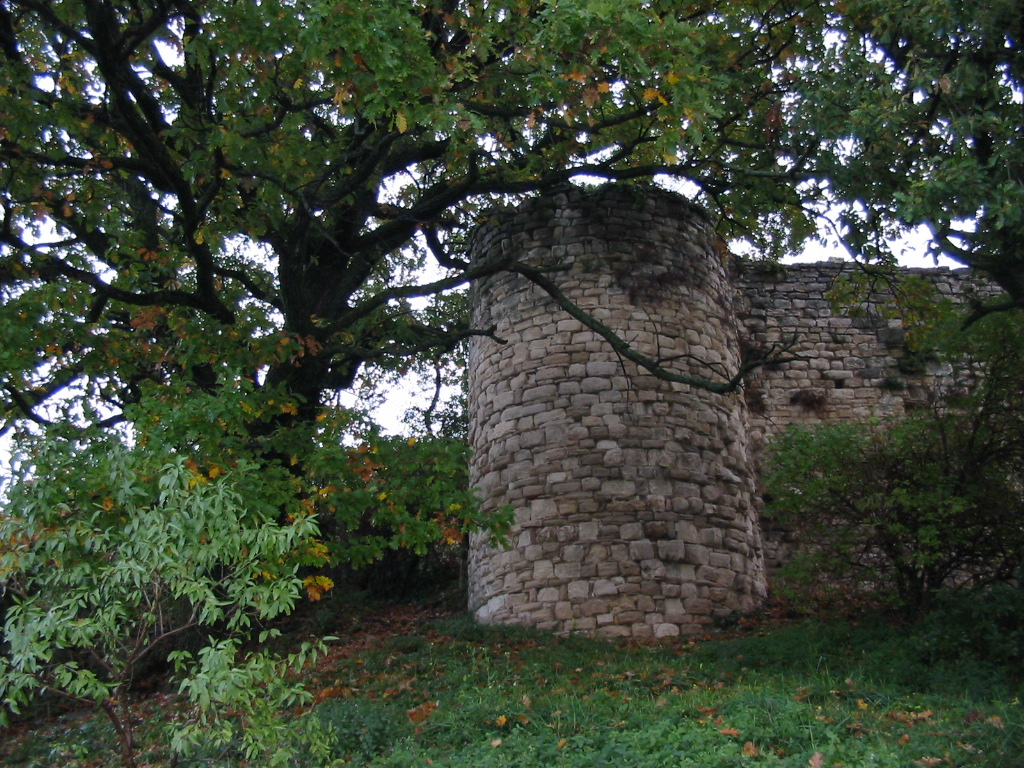
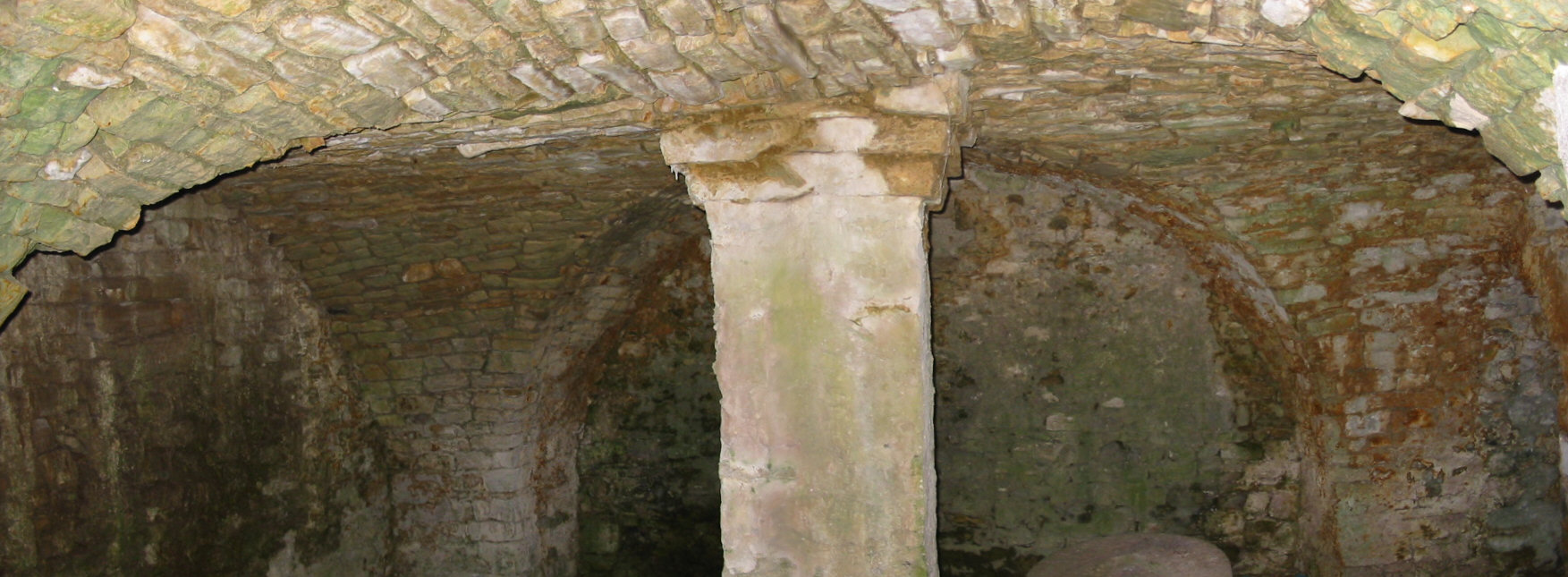

Tour ronde et salle voutée

### XVe–XVIesiècles
Tours crénelées
Donjon: salle de justice, chapelle gothique

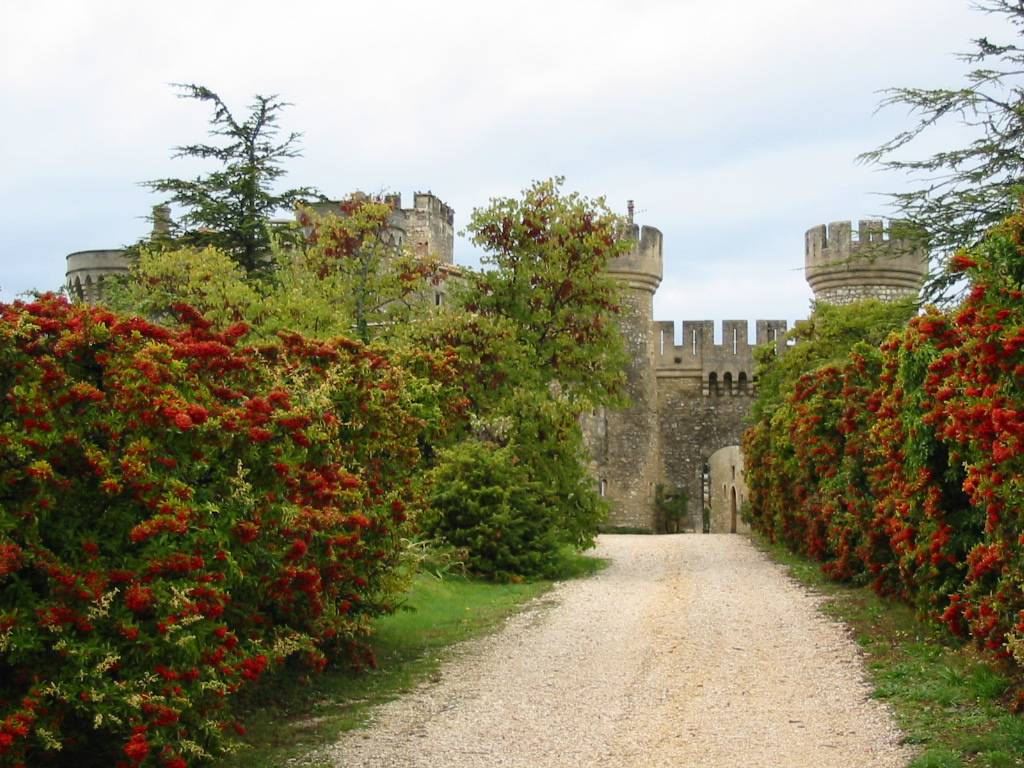
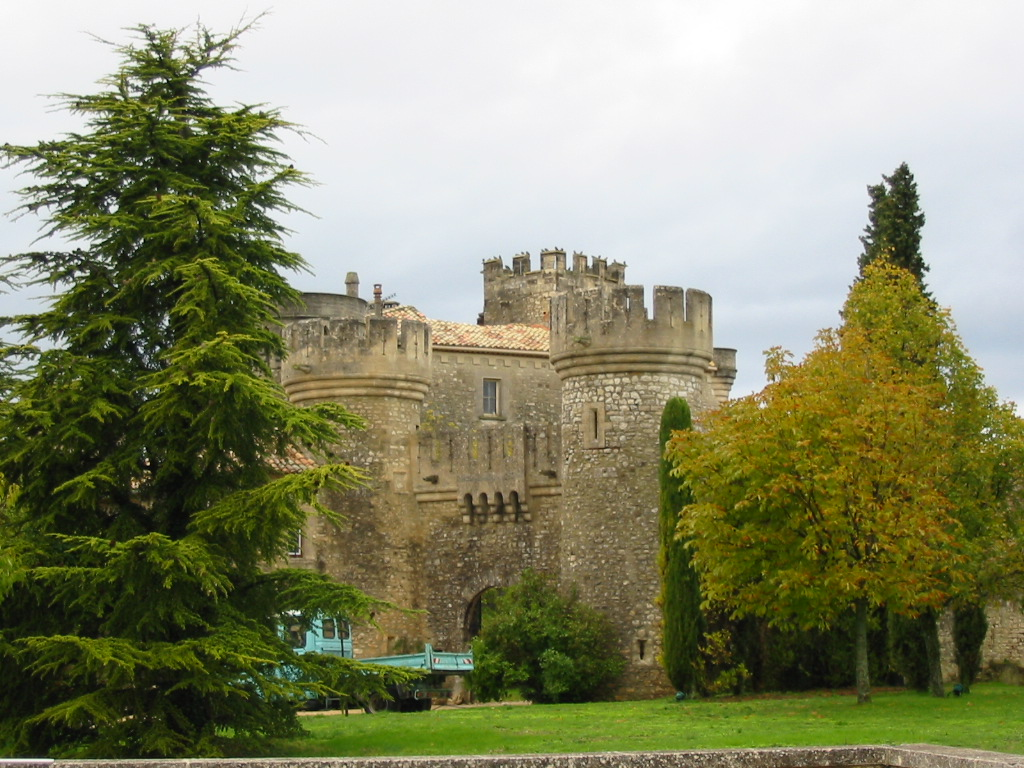

### XVIIIesiècle
Portail en fer forgé
Pavillons au toit pointu
Enceinte surmontées de statues (lion appuyé sur un écu surmonté d'une couronne ou vases remplis de fleurs et de fruits)

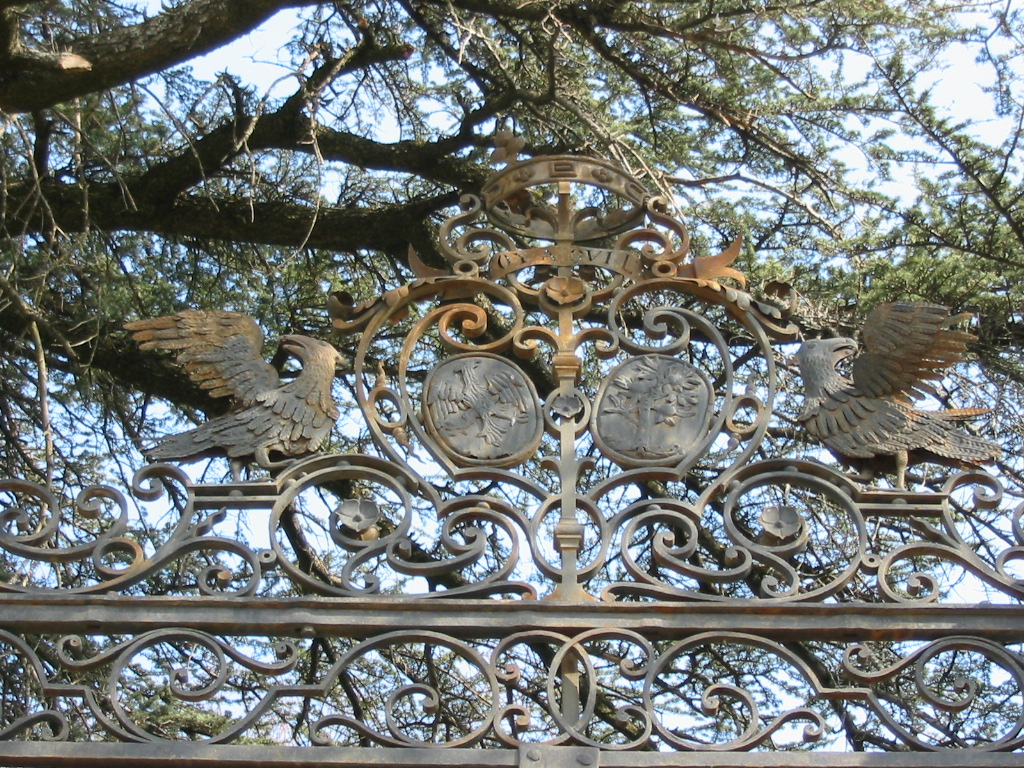
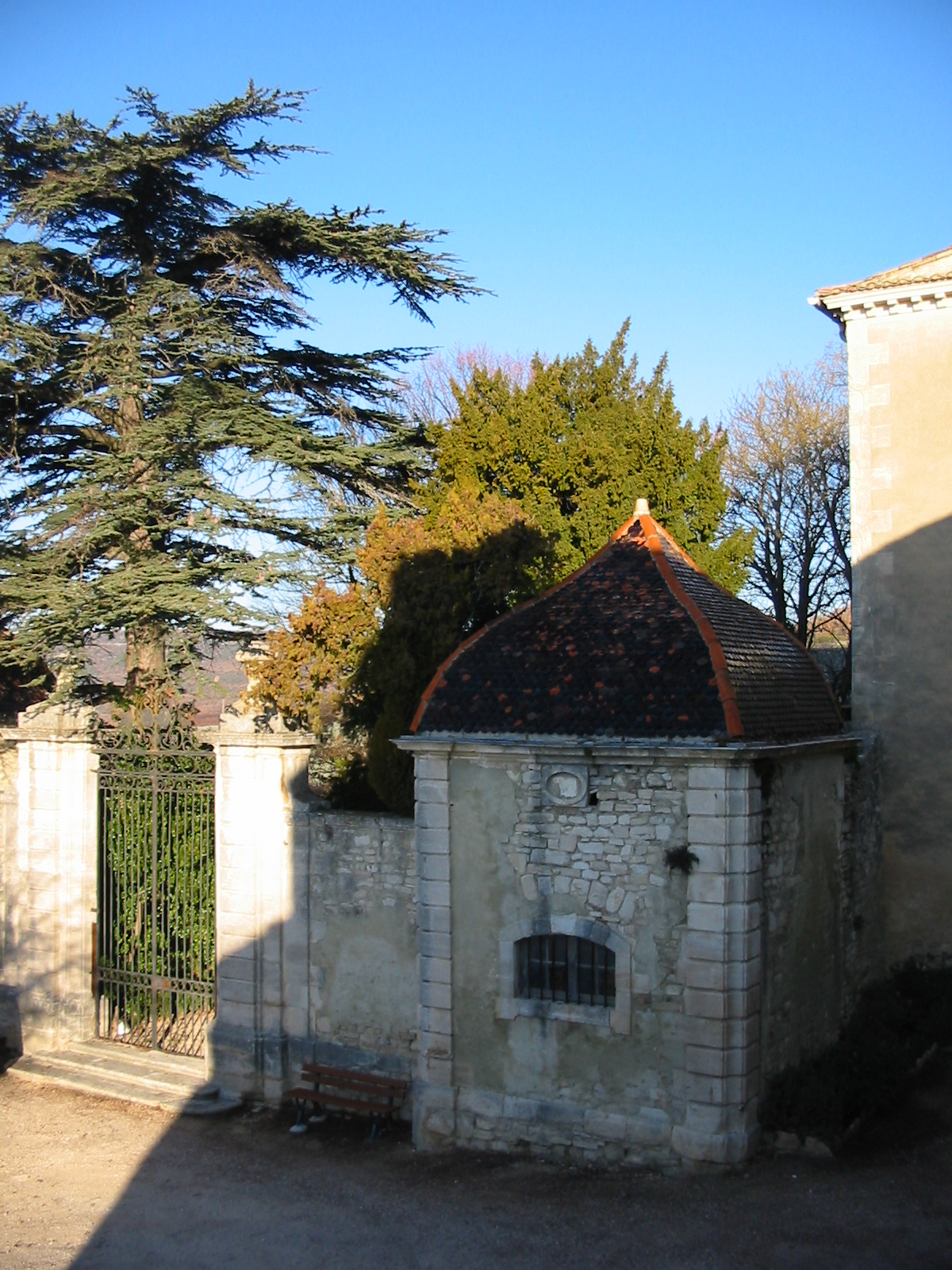
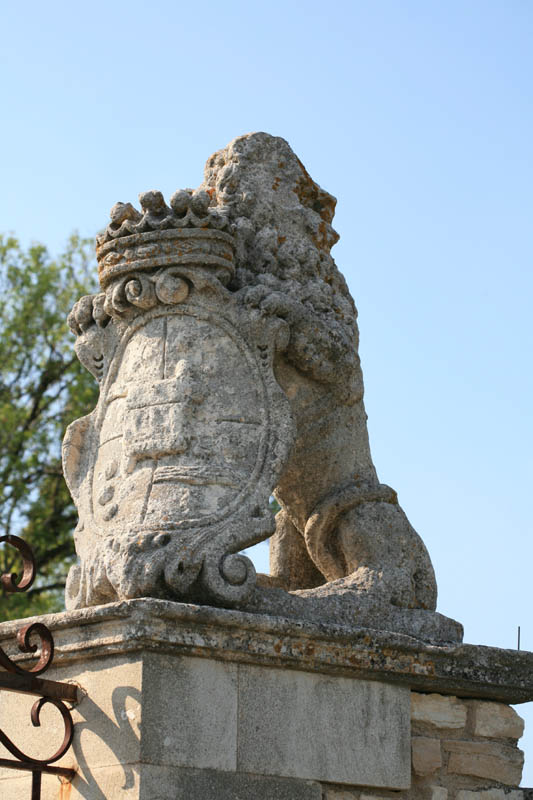
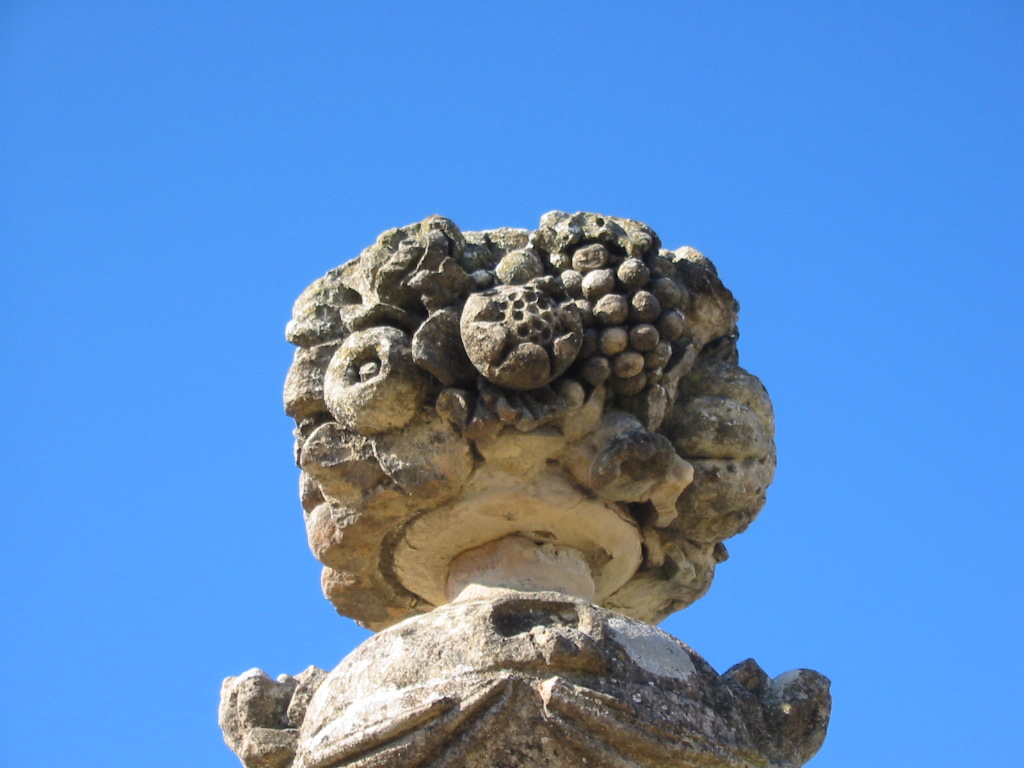